# 凡人琐事
《凡人琐事》（Family Matters）是讲述生活在伊利诺伊州芝加哥的美国中产阶级非洲裔美国人家庭的情景喜剧，共持续9季。该剧集是《完美陌生人》的衍生剧，但是剧情围绕文斯洛一家展开。《凡人琐事》于1989年9月22日至1997年9月19日在美国广播公司播出，在之后一直到1998年7月17日在哥伦比亚广播公司播出。
该剧共播映215集，成为美国情景喜剧史上以非洲裔美国人为主演的剧集中播出时间第三长的，次于《佩恩之家》和《杰弗逊一家》。

## 概要
《凡人琐事》剧情最初是集中在警官卡尔·文斯洛（Carl Winslow）和其一家上：包括妻子哈莉特·文斯洛（Harriette Winslow）、儿子艾迪·文斯洛（Eddie Winslow）、大女儿劳拉·文斯洛（Laura Winslow）、小女儿朱迪·文斯洛（Judy Winslow，直到第4季）.
在首播集中，家中还搬入了卡尔的母亲埃斯特尔·文斯洛（Estelle Winslow，通常被人称作“文斯洛妈妈”）。在剧情线之前，哈莉特的妹妹瑞秋·克拉夫特（Rachel Crawford）在丧夫之后，也带着儿子瑞奇·克拉夫特（Richie Crawford）搬入文斯洛家。
文斯洛一家的书呆子气邻居斯蒂夫·厄凯尔（Steve Urkel）在第一季中途被引入，很快成为了该剧的最受欢迎的角色。随着剧情的发展，故事中心开始越来越集中在由杰里尔·怀特扮演的斯蒂夫·厄凯尔和其他角色同样由他扮演的角色上，包括斯蒂夫的另一个自我、风流倜傥的斯蒂芬·厄克尔（Stefan Urquelle）以及他的堂妹米泰尔·厄凯尔（Myrtle Urkel）。

### 播出网变化
该剧原本是美国广播公司一个名为“TGIF”（Thank God It's Friday的缩写）板块的组成部分，直到1997年，哥伦比亚广播公司以4千万美元的价格将《凡人琐事》和《一步一步来》从美国广播公司手中买下。
当时，美国广播公司曾承诺支付米勒-博耶特制作公司150万美元/集的价格拍摄第9、10季。但是米勒-博耶特制作公司与美国广播公司的母公司迪士尼的关系开始紧张，他们认为美国广播公司被迪士尼买下后会让他们难有作为。因此米勒-博耶特制作公司转投哥伦比亚广播公司，同它签订了4千万的合同，为其制作22集的新季。哥伦比亚广播公司将《凡人琐事》和《一步一步来》共同安排在一个名叫“CBS Block Party”的周五板块中，意图同美国广播公司的TGIF竞争。但是在播出一季后，哥伦比亚广播公司取消了该板块的所有剧集。

## 演出人员

从左顺时针依次为：斯蒂夫、劳拉、米拉、艾迪、哈莉特和卡尔

| 演员                 | 角色                                                                                                  | 出现时间                     |
| -------------------- | --- | ---------------------------- |
| 雷金纳德·韦尔约翰森  | 卡尔·文斯洛                                                                                           | 第1-9季                      |
| 乔·玛瑞·佩顿         | 哈莉特·文斯洛                                                                                         | 第1-8季、第9季前半部         |
| 朱迪安·艾尔德        | 哈莉特·文斯洛                                                                                         | 第9季后半部                  |
| 达瑞尔斯·迈克卡瑞    | 爱德华·文斯洛，“艾迪”                                                                                 | 第1-9季                      |
| 凯莉·珊格·威廉姆斯   | 劳拉·文斯洛                                                                                           | 第1-9季                      |
| 维勒瑞·琼斯          | 朱迪斯·文斯洛，“朱迪”                                                                                 | 仅首播集                     |
| 杰米·福克斯沃斯      | 朱迪斯·文斯洛，“朱迪”                                                                                 | 第1-4季                      |
| 罗萨塔·勒诺瑞        | 埃斯特尔·文斯洛，“妈妈文斯洛”                                                                         | 常规：第1-7季 反复：第8、9季 |
| 杰里尔·怀特          | 斯蒂文·厄凯尔，“斯蒂夫” 斯蒂芬·厄克尔（反复） 米泰尔·厄凯尔（反复） 科尼利厄斯·厄克尔，“OGD” （客座） | 反复：第1季 常规：第2-9季    |
| 泰尔玛·霍普金斯      | 瑞秋·克拉夫特                                                                                         | 常规：第1-4季 反复：第6、9季 |
| 约瑟夫&尤利乌斯·怀特 | 理查德·克拉夫特，“瑞奇”                                                                               | 第1季                        |
| 布莱顿·麦克克鲁      | 理查德·克拉夫特，“瑞奇”                                                                               | 常规：第2-7季 反复：第8、9季 |
| 奥兰多·布朗          | 杰瑞·杰玛尔·杰莫森，“3J”                                                                              | 反复：第7季 常规：第8、9季   |
| 米歇尔·托马斯        | 米拉·莫克豪斯                                                                                         | 反复：第4-5季 常规：第6-9季  |
| 尚恩·哈里森          | 沃多·格拉多·法尔多                                                                                    | 反复：第2-3季 常规：第4-7季  |

## 播出季
《凡人琐事》在前8季的平均纳尔逊收视率调查排名第32。

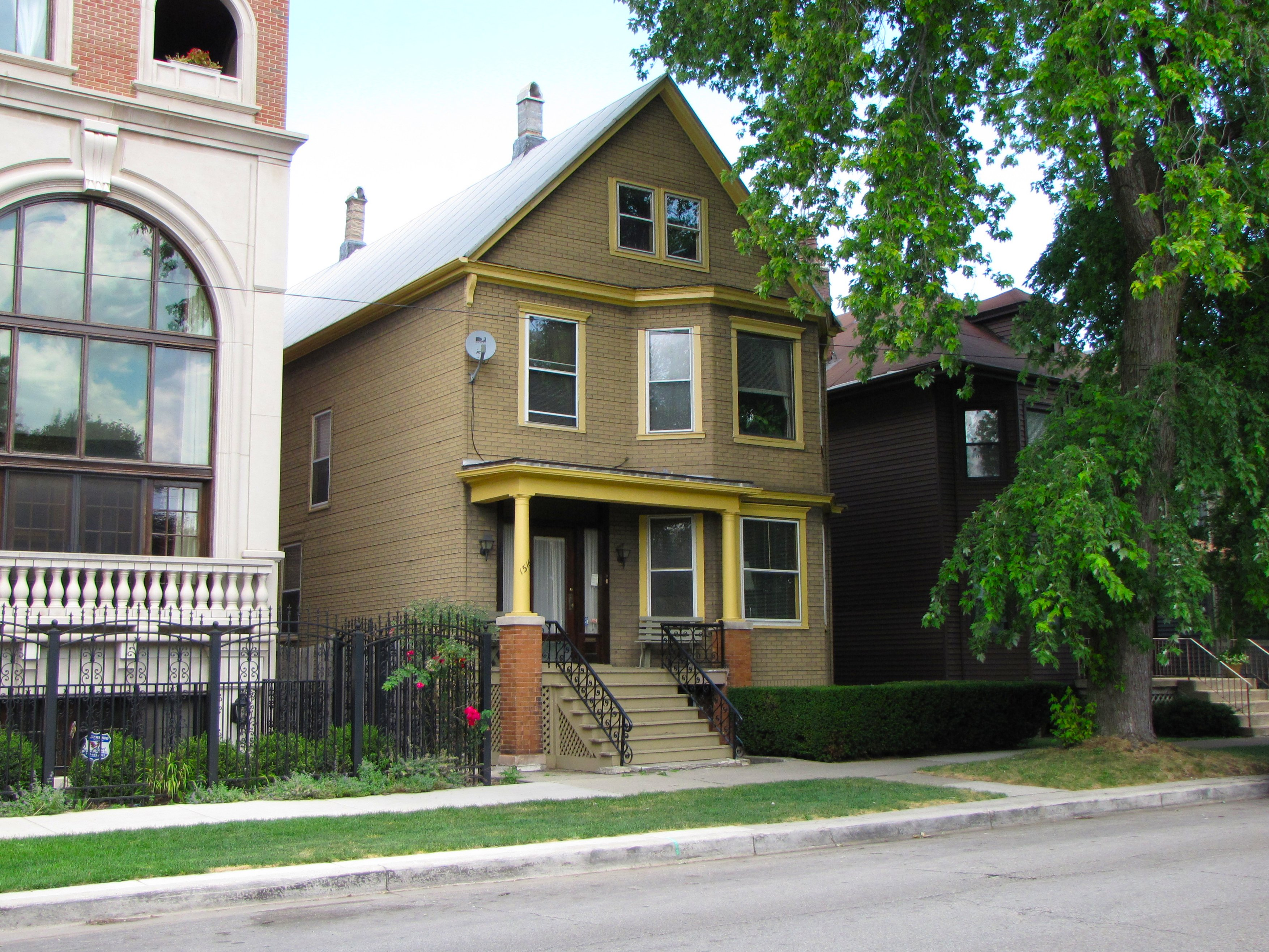
《凡人琐事》位于芝加哥的房子，摄于2010年。左侧建筑在剧集外景中尚未建成。

| 季数 | 集数 | 首播日        | 季终日        | 纳尔逊排名 |
| ---- | ---- | ------------- | ------------- | ---------- |
| 1    | 22   | 1989年9月22日 | 1990年4月30日 | #32        |
| 2    | 25   | 1990年9月21日 | 1991年4月26日 | #15        |
| 3    | 25   | 1991年9月20日 | 1992年5月8日  | #27        |
| 4    | 24   | 1992年9月18日 | 1993年5月14日 | #30        |
| 5    | 24   | 1993年9月24日 | 1994年5月20日 | #30        |
| 6    | 25   | 1994年9月23日 | 1995年5月19日 | #34        |
| 7    | 24   | 1995年9月22日 | 1996年5月17日 | #42        |
| 8    | 24   | 1996年9月20日 | 1997年5月9日  | #50        |
| 9    | 22   | 1997年9月19日 | 1998年7月17日 | #99        |

## 奖项与提名
| 年度 | 奖项                   | 结果 | 组别                                   | 获奖人                                    |
| ---- | ---------------------- | ---- | -------------------------------------- | ----------------------------------------- |
| 1991 | BMI电影电视奖          | 获奖 | BMI电视音乐奖                          | 本纳特·萨尔维                             |
| 1992 | BMI电影电视奖          | 获奖 | BMI电视音乐奖                          | 本纳特·萨尔维                             |
| 1996 | 艾美奖                 | 提名 | 特殊视觉效果杰出个人贡献奖             | 凯莉·桑德夫 （因“Send In The Clone”一集） |
| 1994 | 有色人种促进协会形象奖 | 获奖 | 杰出青年演员                           | 杰里尔·怀特                               |
| 1995 | 有色人种促进协会形象奖 | 获奖 | 杰出青年演员                           | 杰里尔·怀特                               |
| 1996 | 有色人种促进协会形象奖 | 提名 | 喜剧类杰出领衔男演员                   | 杰里尔·怀特                               |
| 1997 | 有色人种促进协会形象奖 | 提名 | 喜剧类杰出领衔男演员                   | 杰里尔·怀特                               |
| 1996 | 尼克频道儿童选择奖     | 提名 | 最受欢迎电视节目                       | -                                         |
| 1996 | 尼克频道儿童选择奖     | 提名 | 最受欢迎电视男演员                     | 杰里尔·怀特                               |
| 2008 | TV Land奖              | 提名 | “失踪了的”最受欢迎角色                 | 杰米·福克斯沃斯                           |
| 1990 | 青年艺术家奖           | 提名 | 电视剧类最佳年轻男演员                 | 达瑞尔斯·迈克卡瑞                         |
| 1990 | 青年艺术家奖           | 提名 | 最佳新电视剧                           | -                                         |
| 1990 | 青年艺术家奖           | 获奖 | 电视剧最佳青年客座男演员               | 兰迪·乔瑟林                               |
| 1991 | 青年艺术家奖           | 提名 | 电视剧最佳支持或反复出现角色青年女演员 | 杰米·福克斯沃斯                           |
| 1991 | 青年艺术家奖           | 提名 | 电视剧最佳青年女演员                   | 凯莉·珊格·威廉姆斯                        |
| 1991 | 青年艺术家奖           | 提名 | 电视剧最佳青年男演员                   | 达瑞尔斯·迈克卡瑞                         |
| 1991 | 青年艺术家奖           | 获奖 | 电视剧杰出男喜剧演员                   | 杰里尔·怀特                               |
| 1992 | 青年艺术家奖           | 提名 | 电视剧最佳青年女喜剧演员               | 凯莉·珊格·威廉姆斯                        |
| 1993 | 青年艺术家奖           | 提名 | 电视剧最佳青年女喜剧演员               | 凯莉·珊格·威廉姆斯                        |
| 1993 | 青年艺术家奖           | 提名 | 电视剧杰出男喜剧演员                   | 达瑞尔斯·迈克卡瑞                         |
| 1993 | 青年艺术家奖           | 提名 | 电视剧最佳青年反复角色女演员           | 切瑞·约翰逊                               |
| 1993 | 青年艺术家奖           | 提名 | 电视剧最佳青年反复角色男演员           | 帕特里克·J·丹西                           |
| 1993 | 青年艺术家奖           | 提名 | 电视剧最佳青年联合主演男演员           | 尚恩·哈里森                               |
| 1993 | 青年艺术家奖           | 获奖 | 电视剧最佳青年反复角色男演员           | 邦珀·罗宾逊                               |